# Chipata
Chipata (u kolonijalno vrijeme Fort Jameson) glavni je grad zambijske pokrajine Eastern, smješten na granici Zambije i Malavija, na cesti koja povezuje Lusaku i Lilongwe. Početkom 20. stoljeća Chipata je bila važna trgovačka postaja, a i danas je bitno tržno središte ovoga dijela Afrike. Grad ima veliku indijsku zajednicu. U gradu se nalaze anglikanska crkva sv. Pavla i džamija. Bitna grana gospodarstva postaje i turizam, zbog obližnjeg nacionalnog parka South Luangwa.
Chipata je 2010. imala oko 95 tisuća stanovnika.

## Vanjske poveznice
- Chipata na stranici Turističke zajednice Zambije  Arhivirana inačica izvorne stranice od 2. rujna 2011. (Wayback Machine) (engl.)

### Ostali projekti
|  | Zajednički poslužitelj ima još gradiva o temi Chipata |